# Lucien Brouillard (film)
Pour les articles homonymes, voir Lucien Brouillard.
Pour plus de détails, voir Fiche technique et Distribution.
Lucien Brouillard est un film québécois de Bruno Carrière sorti en 1983.
C'est un des rares films politiques québécois. Il a obtenu six nominations aux Prix Génie.

## Synopsis
Lucien Brouillard, activiste engagé, arrive à l’improviste chez Martineau, et se rend compte qu'il est proche du Premier Ministre. Après une manifestation, il est arrêté et faussement accusé.

## Fiche technique
- Réalisation : Bruno Carrière
- Scénario : Bruno Carrière, Jacques Jacob, Jacques Paris
- Date de sortie : 21 mars 1983
- Durée : 90 minutes
- Musique : Yves Laferrière
- Image : Pierre Mignot
- Montage : Michel Arcand

## Distribution
- Pierre Curzi : Lucien Brouillard
- Marie Tifo : Alice Tanguay
- Roger Blay : Jacques Martineau
- Flora Balzano
- Charlie Beauchamp
- Mario Benoît
- Jean-Jacques Blanchet
- Alpha Boucher
- Fernande Carrière
- Paul-Emile Carrière
- Jean-Pierre Cartier
- Frédérique Collin
- Benoît Dagenais
- Michel Daigle
- Marie Decary
- Gilbert Delasoie
- Pierre Brisset Des Nos
- Jean Duceppe
- Bertrand Gagnon
- Mariette Gallant
- Lise Garneau-Derome
- Gabriel Gascon
- Éric Gaudry
- Pierre Giard
- Renée Girard
- Marc Gélinas
- Germain Houde
- Aubert Pallascio
- Julien Poulin
- Carmen Tremblay